# Sopot-Kultur

Geometrische Darstellung der Sopot-Kultur

Die Sopot-Kultur ist eine neolithische archäologische Kultur, die zuerst in Ostslawonien im heutigen Kroatien entdeckt wurde und seitdem auch an mehreren Orten in Ungarn identifiziert wurde. Vermutlich war die Kultur eine Fortsetzung der Starčevo-Kultur und wurde von der Vinča-Kultur stark beeinflusst. Zu den archäologischen Stätten, in denen Artefakte gefunden wurden, gehören Samatovci, Vinkovci-Sopot, Otok, Privlaka, Vinkovci-Ervenica, Osijek, Bapska, Županja, Klokočevik. Die Ausbreitung folgte von ihrem ursprünglichen Gebiet im Westen bis in den Nordwesten Kroatiens und im Norden bis nach Ungarn-Transdanubien, wo es zur Entstehung der Lengyel-Kultur beitrug. 
Die Kultur stammt aus der Zeit um 5000 v. Chr. Die meisten Siedlungen entstanden an erhöhten Ufern von Flüssen und Bächen sowie in Sumpf- und Überschwemmungsgebieten. Am Ufer des Flusses Bosut, in der Nähe der heutigen Stadt Vinkovci, wurde ein bedeutender Fund gemacht. Die Häuser waren quadratisch und aus Holz in Flechttechnik, manchmal in mehrere Räume unterteilt. Zu den Artefakten gehören viele Waffen aus Knochen, Feuerstein, Obsidian und vulkanischem Gestein sowie einige Keramikfragmente in verschiedenen Größen. Weitere Artefakte waren bikonisch geformte Töpfe mit zwei Henkeln, konische Schalen sowie Töpfe, die mit Schnitzereien, Reliefplastik oder Malereien verziert sind.
Die namensgebende Ausgrabungsstätte ist Sopot, ein archäologischer Fundort in der Nähe von Vinkovci, die auf 5480–3790 v. Chr. datiert wurde. Die Kultur wurde erstmals 1949 von Vladimir Milojčić identifiziert und erstmals 1968 von Stojan Dimitrijević nach diesem Ort benannt und wird seit 1971 allgemein als solche bezeichnet.